# Asplenium trichomanes x adiantum nigrum
Asplenium trichomanes x adiantum nigrum là một loài dương xỉ trong họ Aspleniaceae. Loài này được Achers. mô tả khoa học đầu tiên năm 1896.
Danh pháp khoa học của loài này chưa được làm sáng tỏ. 

## Hình ảnh

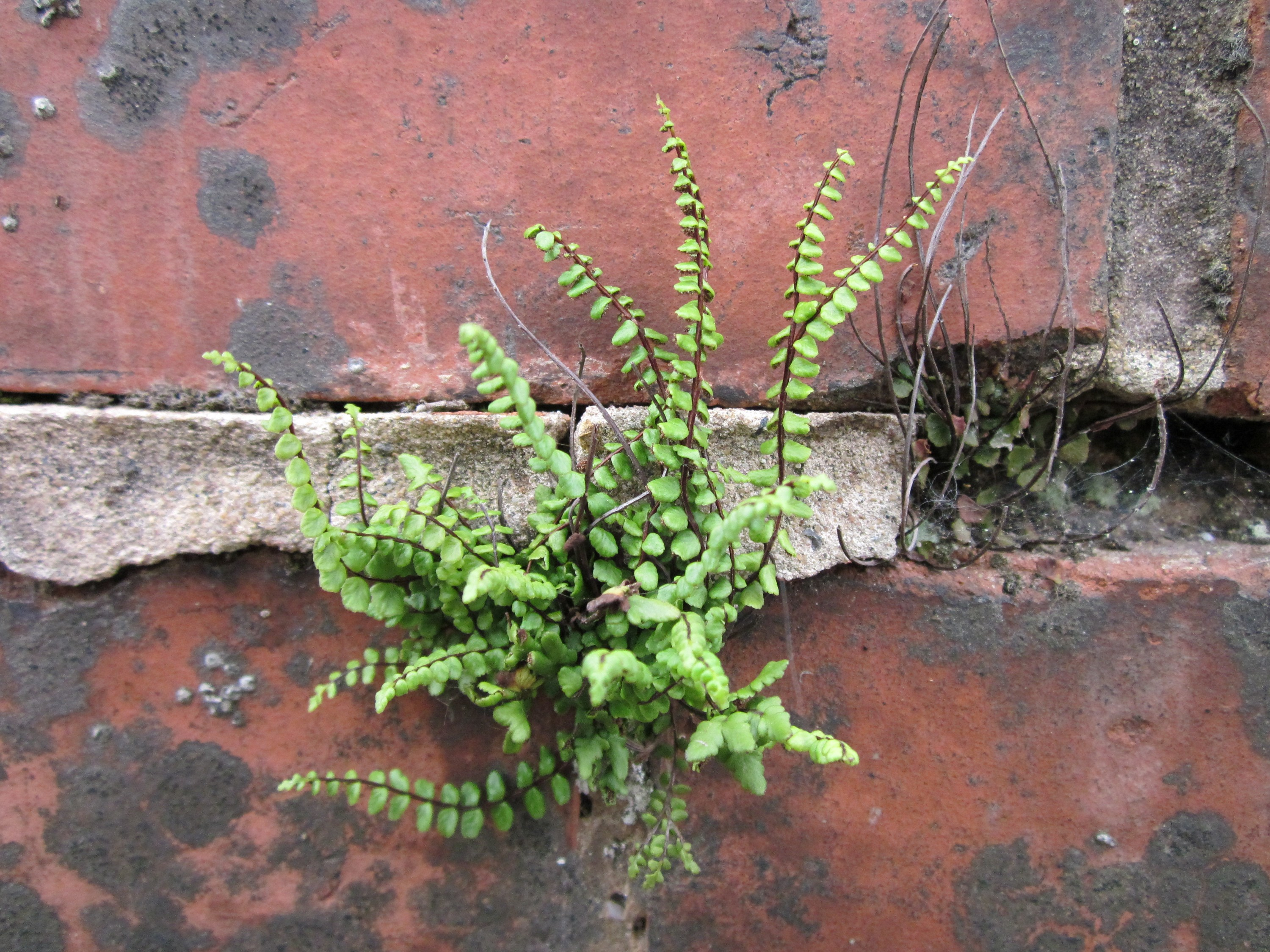
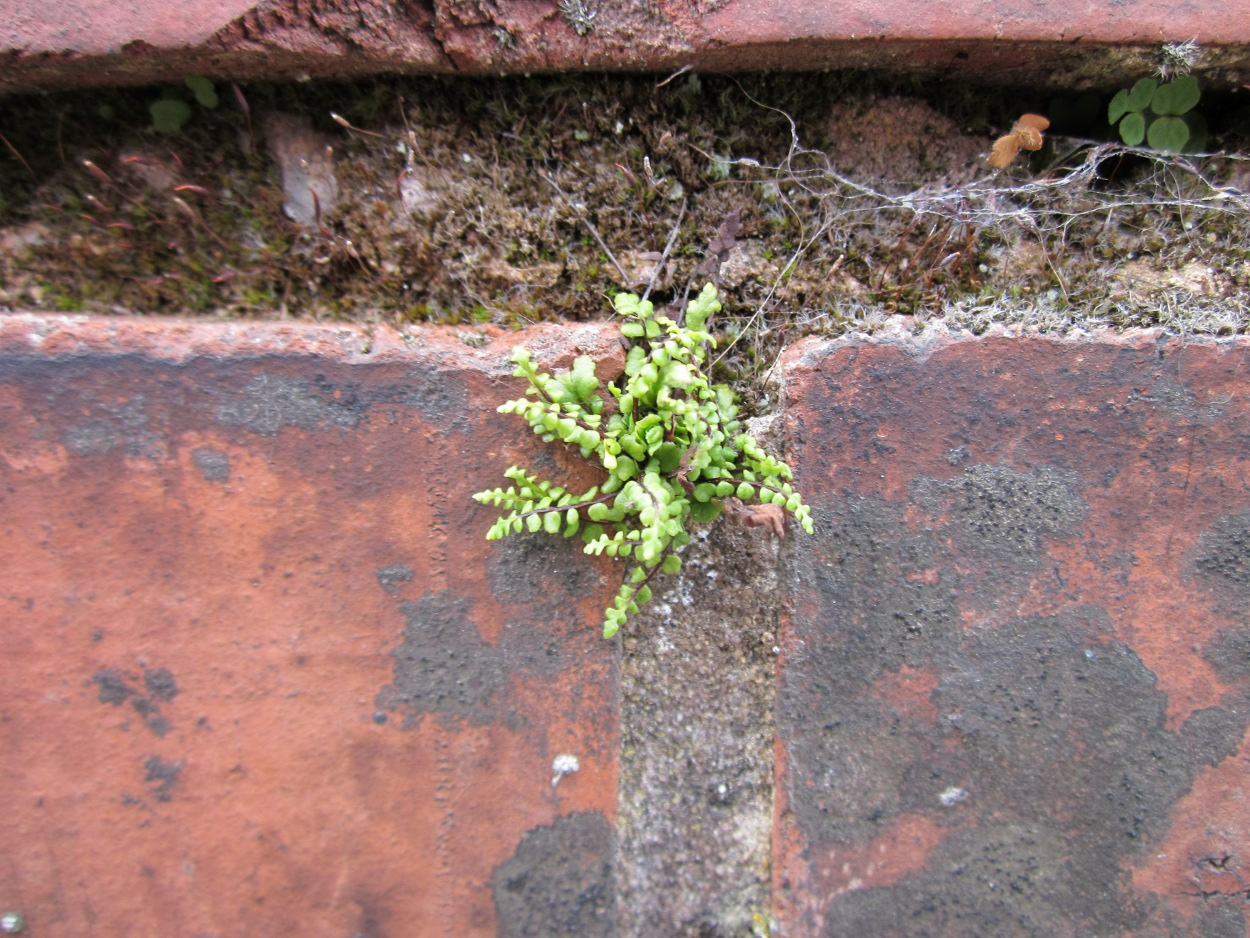
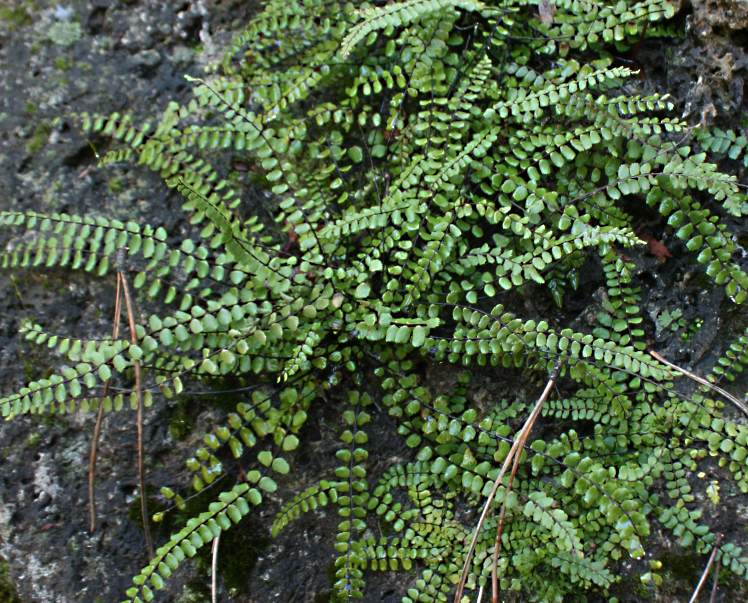
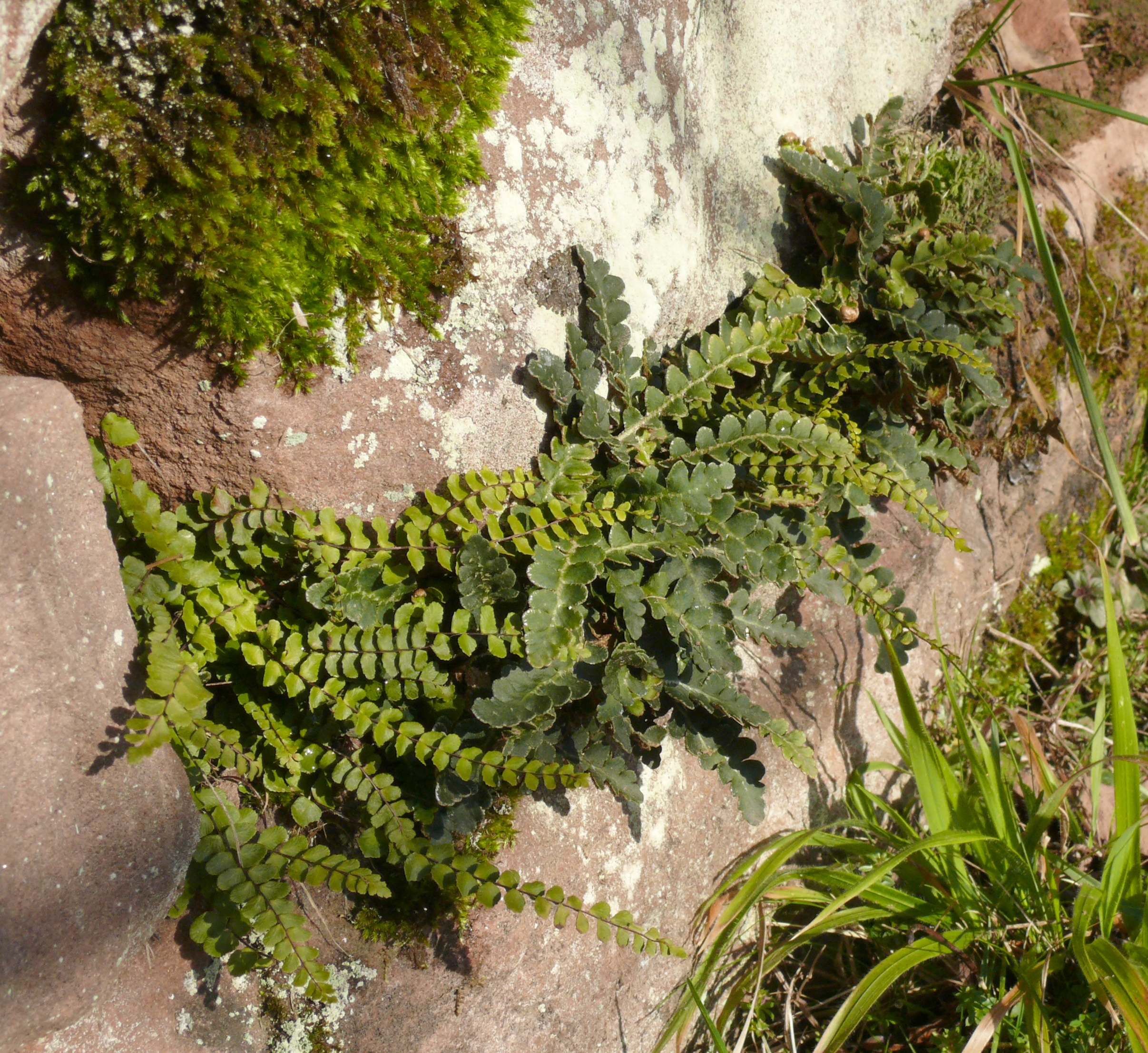